# Năsăud
Năsăud (węg. Naszód) – miasto w Rumunii, w okręgu Bistrița-Năsăud, w Siedmiogrodzie. Liczy 12 tys. mieszkańców (2006).